# Nocne Marsze na Orientację Darżlub
Nocne Marsze na Orientację Darżlub – nocna turystyczna piesza impreza na orientację. Odbywa się raz do roku w pierwszy weekend grudnia. Organizatorem imprezy jest Studenckie Koło Przewodników Turystycznych w Gdańsku, działające przy Oddziale Studenckim PTTK. Impreza odbywa się według zmodyfikowanego regulaminu turystycznych imprez na orientację PTTK.
Nocne Marsze na Orientację Darżlub są organizowane corocznie od 1976 roku i są jedną z najstarszych cyklicznych pieszych imprez na orientację w regionie pomorskim. Przez wiele lat impreza przyciągała około 100-150 uczestników. Od roku 2004 zaczęła zauważalnie zyskiwać na popularności. W szczytowym 2011 roku w imprezie wystartowało 820 uczestników, stawiając ją w gronie największych nocnych pieszych imprez na orientację w Polsce.
Imprezy z reguły odbywają się na rozległych pagórkowatych obszarach leśnych województwa pomorskiego. Pojedyncze imprezy odbyły się również na Wysoczyźnie Elbląskiej, znajdującej się już w granicach województwa warmińsko-mazurskiego. Pierwsza edycja imprezy miała bazę w Darzlubiu, czemu zawdzięcza swoją nazwę.

## Przebieg imprezy
Startujące zespoły mają za zadanie potwierdzić w określonym limicie czasu swoją obecność przy ustawionych w terenie punktach kontrolnych. Na każdej z tras zwycięża zespół, który pokonał ją uzyskując najmniejszą liczbę punktów karnych. Uczestnicy zgłaszają się zwykle w zespołach dwuosobowych, ale niektórzy startują samodzielnie lub w trzy osoby. Trasy, w zależności od stopnia trudności, liczą od 16 do 26 km, jednak dystans faktycznie pokonywany przez uczestników zwykle jest o 1/3 większy, ze względu to że odległości są wyliczane w linii prostej pomiędzy punktami. Imprezy odbywają się w godzinach nocnych, dlatego oprócz mapy i kompasu uczestnicy muszą mieć ze sobą oświetlenie.
Charakterystycznym elementem każdego Darżluba jest to, że uczestnicy poznają dokładną lokalizację dopiero w dniu imprezy. Dawniej informacja ta była przekazywana uczestnikom w miejscu zbiórki, zwykle był nim dworzec PKP Gdynia Główna lub Gdańsk Główny. Obecnie, ze względu na powszechność dostępu do internetu, informacja ta jest podstawowo publikowana na oficjalnej stronie internetowej imprezy.
Drugim charakterystycznym wyróżnikiem Darżluba wśród turystycznych imprez na orientację jest umożliwienie uczestnikom 30-minutowego odpoczynku przy ognisku, które jest zorganizowane przy jednym z punktów kontrolnych na każdej z tras. Odpoczynek ten nie jest wliczany w czas przejścia trasy.
Dzięki przygotowaniu wielu tras, impreza umożliwia rywalizację osobom o różnym stopniu doświadczenia. Im wyższy stopień trudności trasy, tym trasa jest dłuższa a jej punkty kontrolne są rozstawiane w trudniejszych nawigacyjnie miejscach. Klasyfikacja tras odbiega od powszechnie stosowanej w turystycznych imprezach na orientację:
- Trasa Ekstremalna – jest porównywalna z kategorią TZ
- Trasa Zaawansowana – jest porównywalna z kategorią TZ
- Trasa Historyczna (nie w każdej edycji) – jest porównywalna z kategorią TZ
- Trasa Bardzo Trudna – jest porównywalna z kategorią TZ lub TO
- Trasa Turystyczna (nie w każdej edycji) – jest porównywalna z kategorią TO
- Trasa Zadaniowa (nie w każdej edycji) – porównywalna z kategorią TO, zawierająca na kolejnych punktach dodatkowe zadania nienawigacyjne
- Trasa Trudna – jest porównywalna z kategorią TO
- Trasa Mniej Trudna – jest porównywalna z kategorią TP

## Historyczne edycje imprezy
| Data imprezy | Nazwa imprezy   | Teren imprezy                                    | Liczba uczestników | Liczba zespołów | Liczba tras |
| ------------ | --------------- | ------------------------------------------------ | ------------------ | --------------- | ----------- |
| 2023-12-02   | XLVIII Darżlub  | Ryjewo                                           | 332                | 138             | 7           |
| 2022-12-03   | XLVII Darżlub   | Sobieszewo (Gdańsk)                              | 140                | 62              | 2           |
| 2021-12-11   | XLVI Darżlub    | Kłobuczyno                                       | 185                | 90              | 3           |
| 2020-12-05   | XLV Darżlub     | Jasień (Gdańsk)                                  | 77                 | 41              | 2           |
| 2019-12-07   | XLIV Darżlub    | Osieczna                                         | 474                | 206             | 7           |
| 2018-12-01   | XLIII Darżlub   | Czarna Woda                                      | 456                | 200             | 8           |
| 2017-12-02   | XLII Darżlub    | Kolbudy                                          | 543                | 239             | 9           |
| 2016-12-03   | XLI Darżlub     | Swarożyn                                         | 596                | 250             | 8           |
| 2015-12-05   | XL Darżlub      | Wejherowo                                        | 695                | 300             | 9           |
| 2014-12-06   | XXXIX Darżlub   | Kartuzy                                          | 634                | 280             | 8           |
| 2013-12-07   | XXXVIII Darżlub | Łubiana                                          | 628                | 276             | 8           |
| 2012-12-01   | XXXVII Darżlub  | Lębork                                           | 723                | 315             | 8           |
| 2011-12-03   | XXXVI Darżlub   | Darzlubie                                        | 820                | 341             | 8           |
| 2010-12-04   | XXXV Darżlub    | Wierzchucino                                     | 714                | 326             | 8           |
| 2009-12-06   | XXXIV Darżlub   | Cewice                                           | 812                | 350             | 8           |
| 2008-12-06   | XXXIII Darżlub  | Czapielsk – Kolbudy                              | 516                | 239             | 7           |
| 2007-12-01   | XXXII Darżlub   | Strzebielino                                     | 329                | 157             | 6           |
| 2006-12-02   | XXXI Darżlub    | Wejherowo/Reda – Koleczkowo                      | 280                | 136             | 5           |
| 2005-12-03   | XXX Darżlub     | Bożepole Wielkie – Strzebielino (południowy łuk) | 165                | 80              | 3           |
| 2004-12-04   | XXIX Darżlub    | Wejherowo – Rekowo Górne                         | 141                | 66              | 4           |
| 2003-12-06   | XXVIII Darżlub  | Wejherowo – Leśniewo                             | 170                | 83              | 4           |
| 2002-12-07   | XXVII Darżlub   | Somonino – Łapalice                              | 164                | 80              | 3           |
| 2001-12-01   | XXVI Darżlub    | Elbląg – Łęcze (Wysoczyzna Elbląska)             | 161                | 79              | 4           |
| 2000-12-02   | XXV Darżlub     | Bożepole Wielkie – Luzino                        | 186                | 88              | 5           |
| 1999-12-04   | XXIV Darżlub    | Kaliska – Czarna Woda                            | 139                |                 | 5           |
| 1998-12-05   | XXIII Darżlub   | Babi Dół – Bielkówko                             | 119                |                 | 4           |
| 1997-12-06   | XXII Darżlub    | Wejherowo – Leśniewo                             | 127                |                 | 5           |
| 1996-12-07   | XXI Darżlub     | Tolkmicko – Suchacz (Wysoczyzna Elbląska)        | 139                | 68              |             |
| 1995-12-02   | XX Darżlub      | Żukowo – Kartuzy                                 | 156                |                 |             |
| 1994         | XIX Darżlub     | Kartuzy – Mojusz                                 | 130                |                 |             |
| 1993-12-04   | XVIII Darżlub   | Strzebielino – Łęczyce                           | 140                |                 |             |
| 1992         | XVII Darżlub    | Godętowo – Lębork                                | 200                |                 |             |
| 1991-12-07   | XVI Darżlub     | Tolkmicko – Łęcze (Wysoczyzna Elbląska)          | 165                |                 |             |
| 1990-12-08   | XV Darżlub      | Skorzewo – Gostomie                              | 160                |                 |             |
| 1989-12-02   | XIV Darżlub     | Rekowo Górne – Domatówko (Puszcza Darżlubska)    |                    |                 |             |
| 1988         | XIII Darżlub    | Godętowo – Lębork                                |                    |                 |             |
| 1987         | XII Darżlub     | Kartuzy – Mojusz                                 |                    |                 |             |
| 1986         | XI Darżlub      | Orle – Wejherowo                                 |                    |                 |             |
| 1985-12-07   | X Darżlub       | Lębork – Łebunia – Bukowina                      |                    |                 |             |
| 1984-12-08   | IX Darżlub      | Swarożyn (Las Szpęgawski)                        |                    |                 |             |
| 1983-12-09   | VIII Darżlub    | Wysoczyzna Elbląska                              |                    |                 |             |
| 1982-12-04   | VII Darżlub     | Piece koło Kalisk                                |                    |                 |             |
| 1981-12-05   | VI Darżlub      | (nieustalone)                                    |                    |                 |             |
| 1980-12-06   | V Darżlub       | Chmieleniec koło Bożepola Wielkiego              |                    |                 |             |
| 1979-12-08   | IV Darżlub      | Darzlubie                                        |                    |                 |             |
| 1978-12-09   | III Darżlub     | Rozłazino                                        | 58                 |                 |             |
| 1977-12      | II Darżlub      | Kadyny (Wysoczyzna Elbląska)                     |                    |                 |             |
| 1976-12-11   | I Darżlub       | Darzlubie                                        |                    |                 |             |

## Podobne imprezy
Impreza jest wzorowana na odbywających się od marca 1975 roku Nocnych Marszach na Orientację Manewry SKPT. W grudniu 1976 zorganizowano pierwszą edycję Darżluba. Z biegiem lat obie imprezy rozwijały się w tym samym kierunku i obecnie ciężko wskazać większe różnice między nimi. Główna różnica wynika z długości nocy – w przeciwieństwie do grudniowego Darżluba na marcowych Manewrach SKPT nie ma możliwości czasowych, aby wszystkie zespoły zdążyły pokonać końcówkę trasy w ciemnościach nocy.